# Fumarato idratasi
La fumarato idratasi (o fumarasi) è un enzima, appartenente alla classe delle liasi, che è coinvolto nel ciclo di Krebs e che catalizza l'idratazione (aggiunta di una molecola di H2O mediante un doppio legame) del fumarato in L-malato. Catalizza la seguente reazione:
(S)-malato ⇄ fumarato + H2O

## Classi
Vi sono due classi di fumarasi: la classe I e la classe II. La classificazione dipende dalla disposizione delle loro subunità relative, dalla necessità di metallo e dalla loro stabilità termica. Le fumarasi di classe I sono in grado di modificare lo stato o diventare inattive se sottoposte a calore o radiazioni, sono sensibili all'anione superossido, sono dipendenti dal ferro II (Fe2+) e sono proteine dimeriche, comprensive di circa 120 kD. Le fumarasi di classe II si trovano nei procarioti e negli eucarioti; sono enzimi tetramerici di 200.000 D che contengono tre distinti segmenti di amminoacidi significativamente omologhi. Sono anche indipendenti dal ferro e termo-stabili. I procarioti sono noti per avere tre diverse forme di fumarasi: fumarasi A, fumarasi B e fumarasi C. Quest'ultima fa parte delle fumarasi di classe II, mentre le fumarasi A e le fumarasi B sono classificate come di classe I.